# 戴玉
戴玉（1433年—？），字德潤，順天府宛平縣人，明朝政治人物。進士出身。

## 生平
順天府鄉試第二名。天順八年（1464年）甲申科會試第九名，殿試登進士第三甲第四十三名。

## 家族
曾祖戴善。祖父戴垂裕。父亲戴通。